# Mutěnice (Boemia meridionale)
Mutěnice è un comune della Repubblica Ceca facente parte del distretto di Strakonice, in Boemia Meridionale.

## Galleria d'immagini

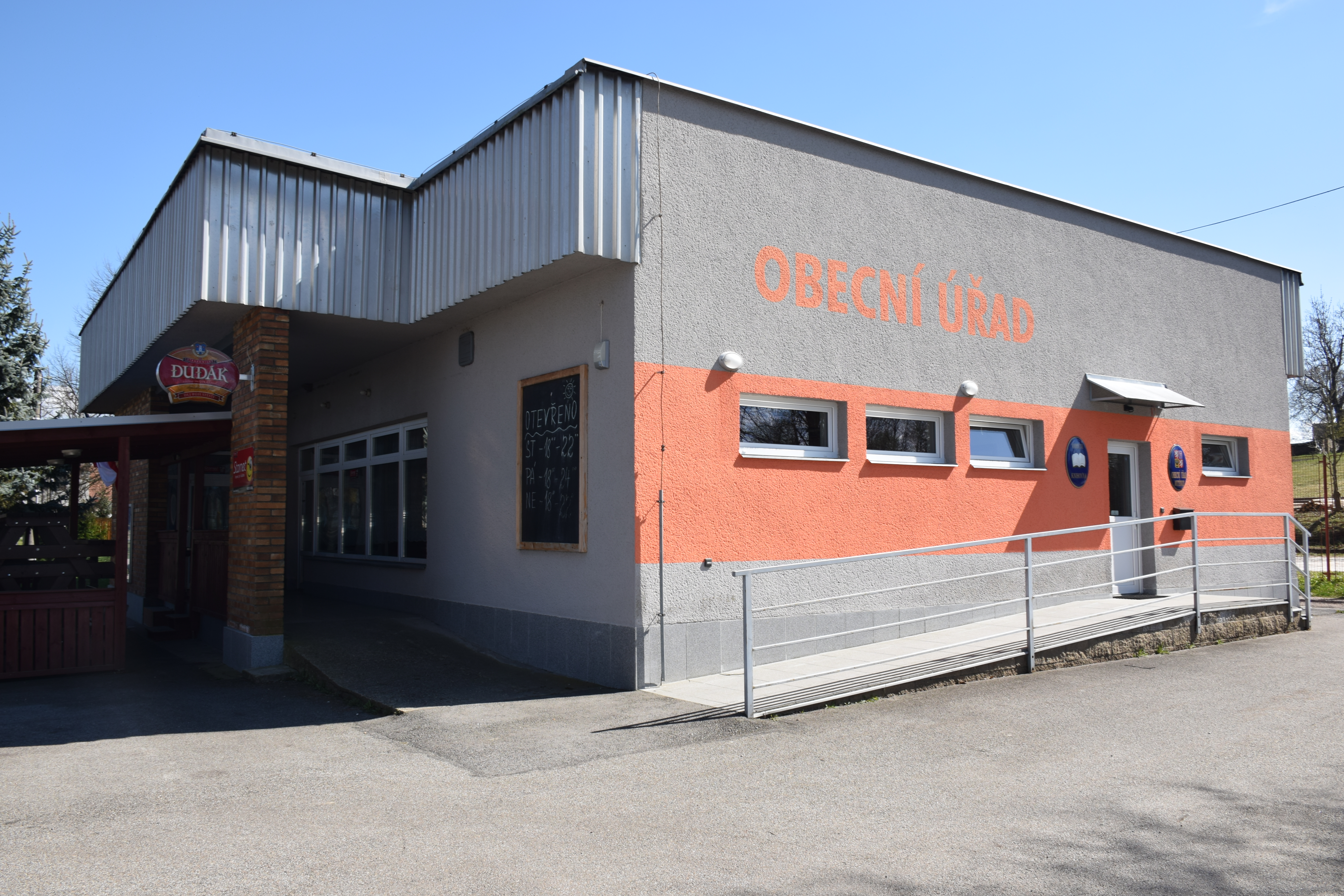
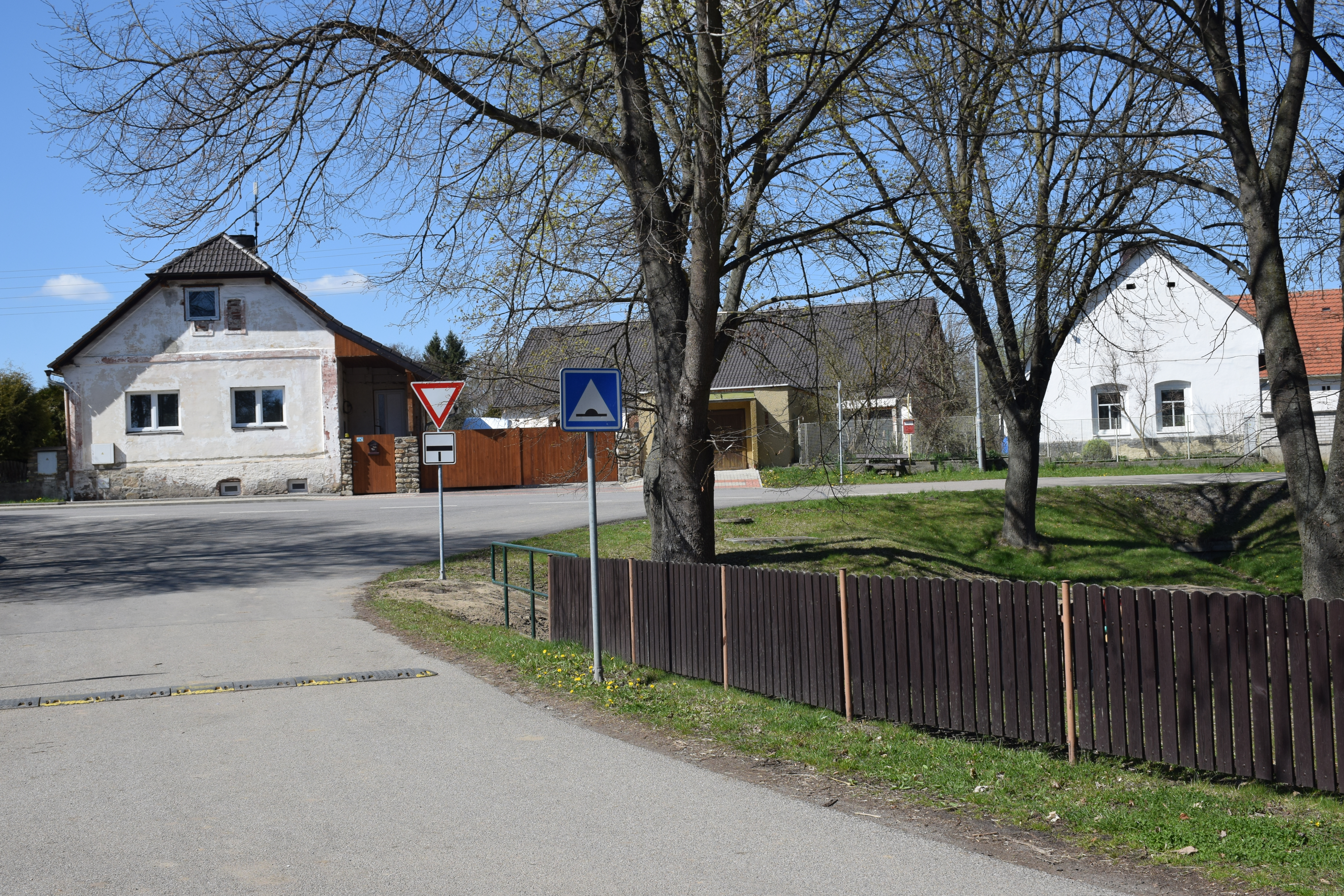
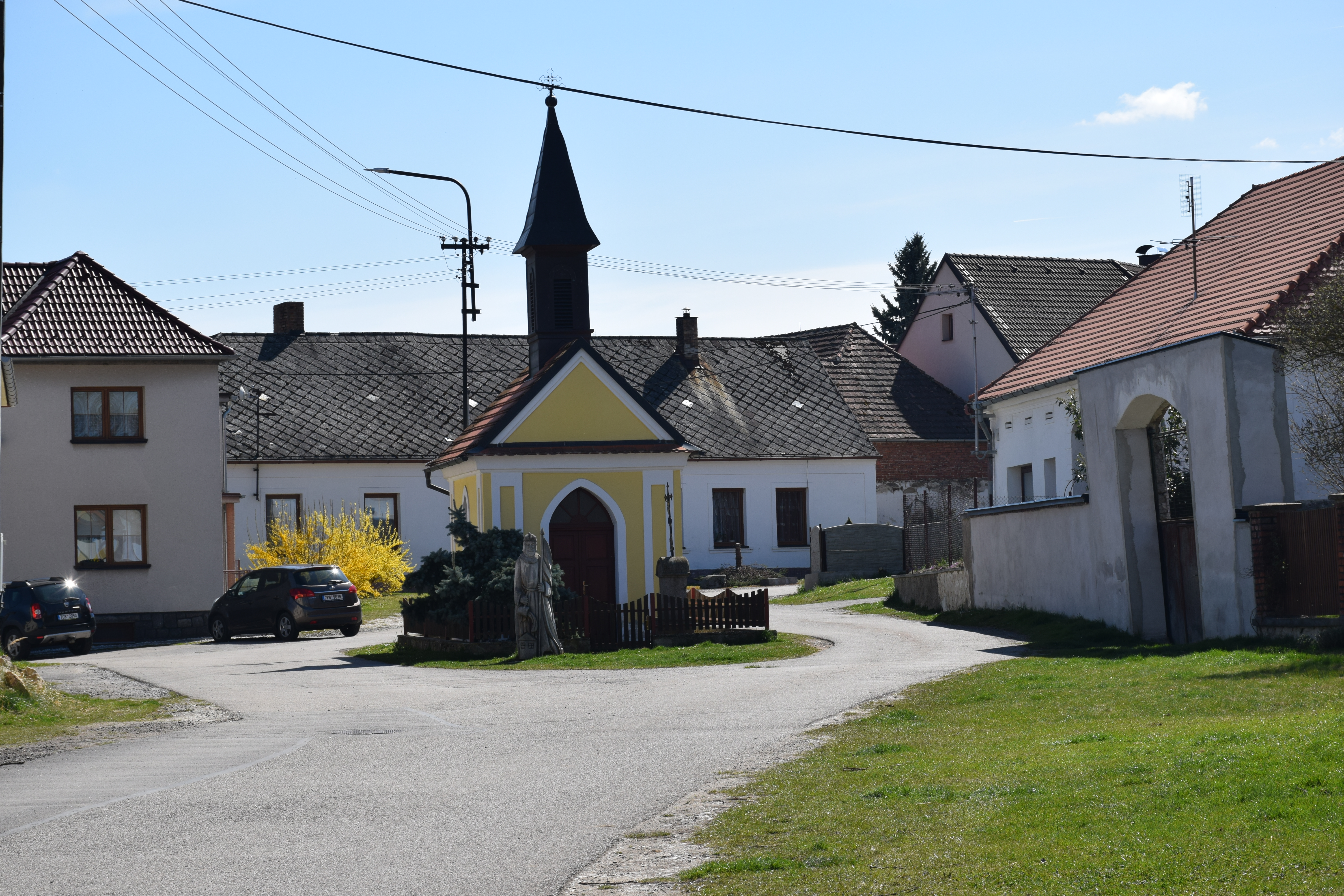
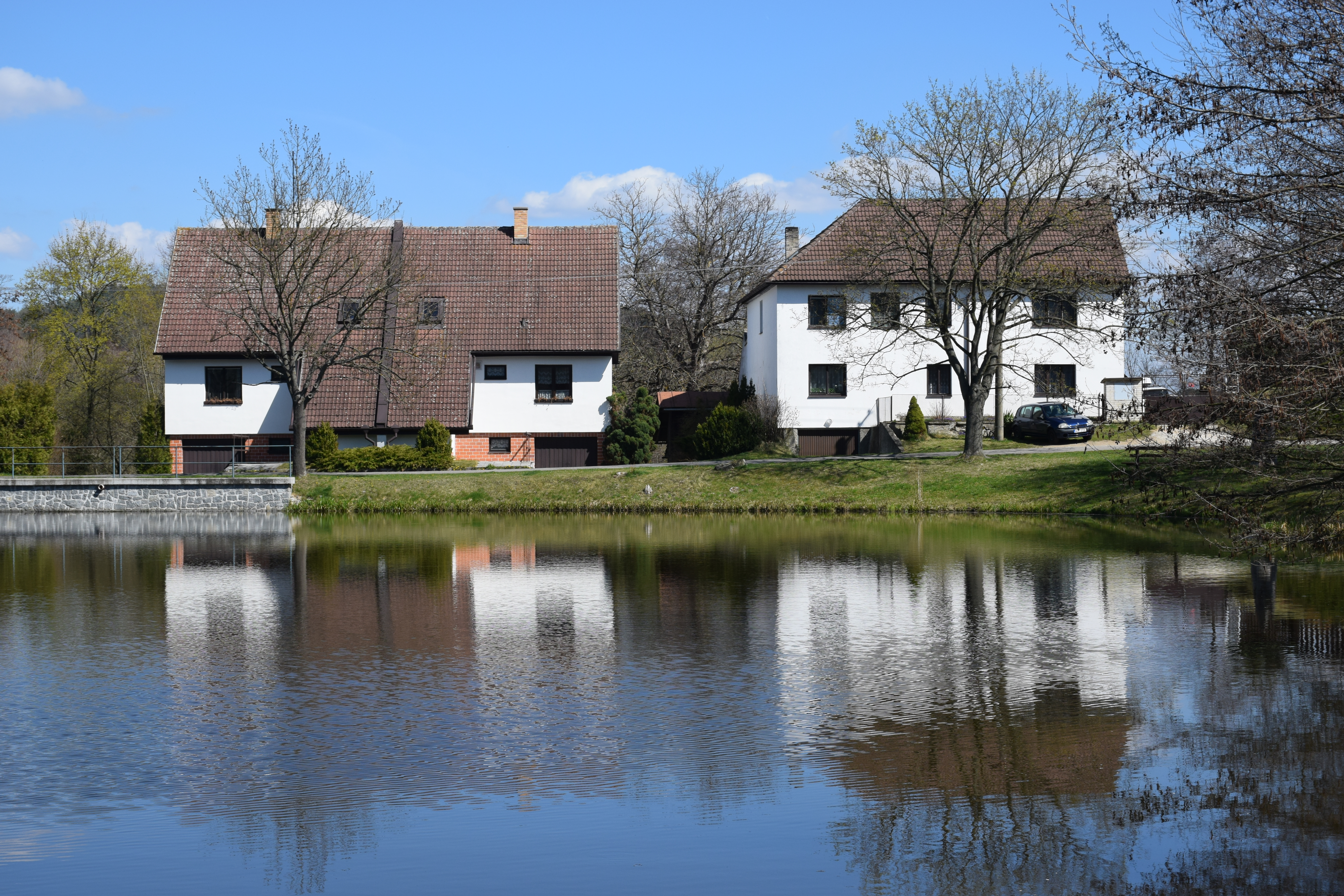